# Niu Tech
 (octobre 2023).
La mise en forme du texte ne suit pas les recommandations de Wikipédia : il faut le « wikifier ».
Les points d'amélioration suivants sont les cas les plus fréquents :
- Les titres sont pré-formatés par le logiciel. Ils ne sont ni en capitales, ni en gras.
- Le texte ne doit pas être écrit en capitales (les noms de famille non plus), ni en gras, ni en italique, ni en « petit »…
- Le gras n'est utilisé que pour surligner le titre de l'article dans l'introduction, une seule fois.
- L'italique est rarement utilisé : mots en langue étrangère, titres d'œuvres, noms de bateaux, etc.
- Les citations ne sont pas en italique mais en corps de texte normal. Elles sont entourées par des guillemets français : « et ».
- Les listes à puces sont à éviter, des paragraphes rédigés étant largement préférés. Les tableaux sont à réserver à la présentation de données structurées (résultats, etc.).
- Les appels de note de bas de page (petits chiffres en exposant, introduits par l'outil «  Source ») sont à placer entre la fin de phrase et le point final[comme ça].
- Les liens internes (vers d'autres articles de Wikipédia) sont à choisir avec parcimonie. Créez des liens vers des articles approfondissant le sujet. Les termes génériques sans rapport avec le sujet sont à éviter, ainsi que les répétitions de liens vers un même terme.
- Les liens externes sont à placer uniquement dans une section « Liens externes », à la fin de l'article. Ces liens sont à choisir avec parcimonie suivant les règles définies. Si un lien sert de source à l'article, son insertion dans le texte est à faire par les notes de bas de page.
- La présentation des références doit suivre les conventions bibliographiques. Il est recommandé d'utiliser les modèles {{Ouvrage}}, {{Chapitre}}, {{Article}}, {{Lien web}} et/ou {{Bibliographie}}. Le mode d'édition visuel peut mettre en forme automatiquement les références.
- Insérer une infobox (cadre d'informations à droite) n'est pas obligatoire pour parachever la mise en page.

Pour une aide détaillée, merci de consulter Aide:Wikification.
Si vous pensez que ces points ont été résolus, vous pouvez retirer ce bandeau et améliorer la mise en forme d'un autre article.
 (octobre 2023).
 (octobre 2023).
Si vous disposez d'ouvrages ou d'articles de référence ou si vous connaissez des sites web de qualité traitant du thème abordé ici, merci de compléter l'article en donnant les références utiles à sa vérifiabilité et en les liant à la section « Notes et références ».

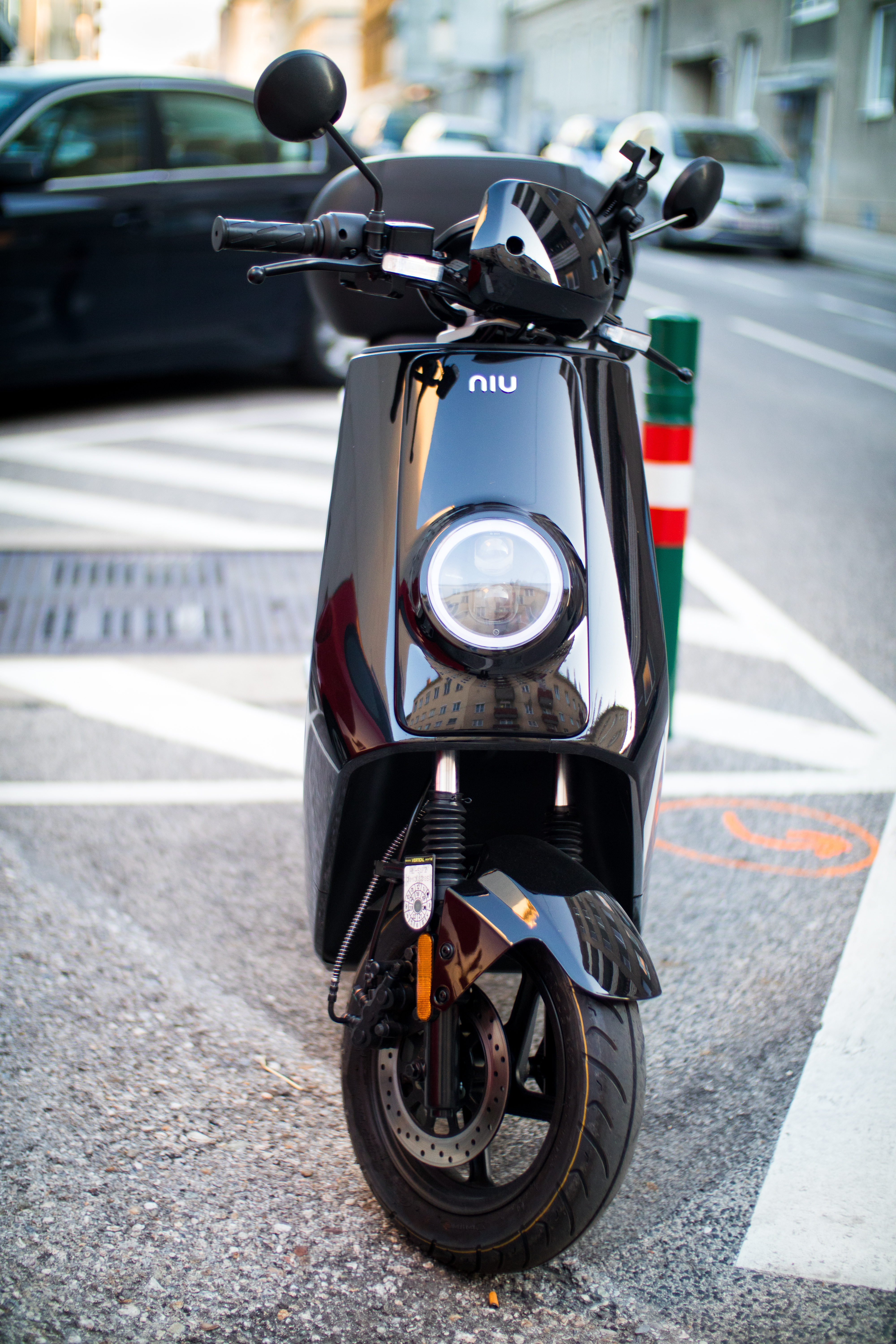
Scooter Niu N1 à Vienne

Niu Technologies (chinois : 牛电科技; stylisé comme NIU) est un fabricant scooters électriques dont le siège est à Pékin, en Chine. Yan Li en est le PDG et le COO depuis décembre 2017,. Fondé en 2014 par deux anciens employés de Xiaomi, il est aujourd'hui l'un des plus grands constructeurs de véhicules électriques en Chine. Au début, elle s'est différenciée en utilisant des batteries lithium-ion, par opposition aux alternatives au plomb moins chères largement utilisées dans les e-scooters chinois à l'époque. Il a réalisé près de 300 millions de dollars de revenus en 2019. En novembre 2020, 98 % de ses ventes étaient réalisées en Chine. En 2018, elle introduite en bourse au NASDAQ sous le symbole NIU.
Les scooters Niu sont utilisés par certaines entreprises de partage de véhicules. Revel Transit a été lancé à New York en 2019 avec 1 000 cyclomoteurs Niu, puis s'est étendu à Washington DC, Austin et Miami.
En 2021, Lime a lancé un programme pilote à Washington DC et à Paris.
En 2021, Niu élargit sa gamme de produits pour inclure des vélos électriques.
Les produits de Niu comprennent des scooters, vélos, scooters et des motos électriques. En 2018, elle vend plus de 200 000 véhicules électriques dans 50 pays et détient une part de marché de 60 % sur le marché européen des scooters électriques[réf. nécessaire]. Elle lève[Quand ?][Où ?] plus de 125 millions de dollars de financement auprès d'investisseurs. En septembre 2019, elle a annoncé son intention de se développer sur le marché américain[réf. nécessaire]. Les véhicules Niu comprennent des écrans numériques, une connectivité Bluetooth et des applications mobiles qui permettent aux utilisateurs de suivre leurs trajets, de cartographier leurs itinéraires et de surveiller la durée de vie de la batterie,.
| Année | Revenu total (Mio. US-$) | Revenu net (Mio. US-$) |
| ----- | ------------------------ | ---------------------- |
| 2018  | 215,241                  | -50,836                |
| 2019  | 298,073                  | 27,289                 |
| 2020  | 373,762                  | 25,789                 |
| 2021  | 581,254                  | 35,432                 |
| 2022  | -                        | -                      |